# 聖瑪策林及聖伯多祿
聖瑪策林及聖伯多祿 (義大利語：Marcellino e Pietro；後者有時被稱為“驅魔者伯多祿” (Petrus Exorcista)) 是公元四世紀羅馬的兩位基督徒殉道者。

## 生平

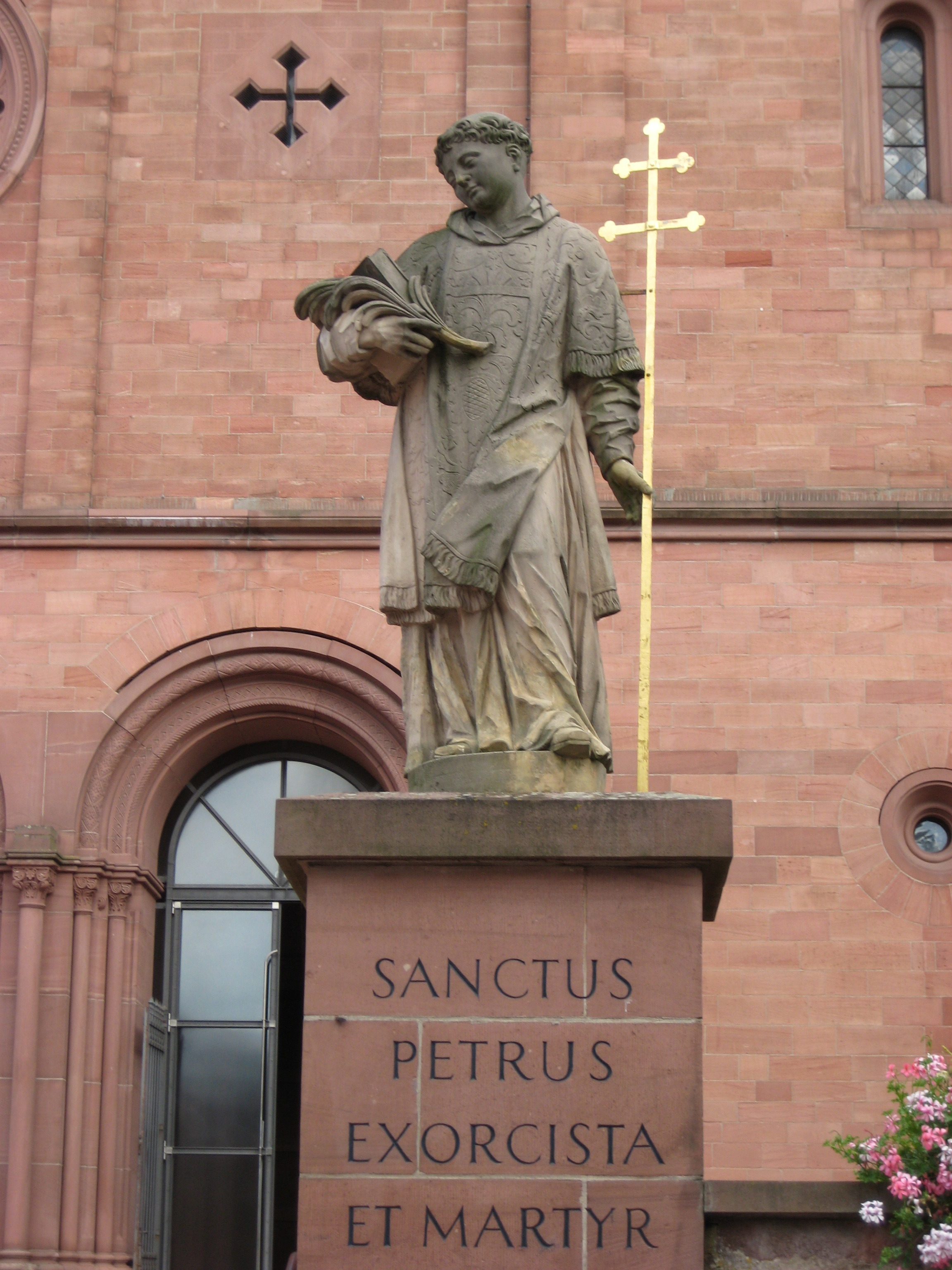
聖伯多祿的雕像，位於塞利根施塔特

關於這兩位殉道者的生平的資料很少。瑪策林是一位司鐸，伯多祿則是一位三品修士，也是一位驅魔者，他們兩人於304年戴克里先皇帝迫害基督徒時逝世。教宗达玛稣一世聲稱他從為這兩人執行死刑的刑吏那裡（這名刑吏在兩人死後皈依基督教），聽到了有關兩人的詳細故事，因此教宗达玛稣一世的資料是關於兩位殉道者最古老的資料。
教宗达玛稣一世描述道兩人被總督判處死刑，執行死刑的地點被保密，以免其他基督徒來收斂遺體。 據說兩位聖人聽到死刑地點時十分高興：離羅馬3公里遠的一片佈滿荊棘、蒺藜、野蔷薇的荒地。他們在那裡被斬首，並被掩埋。
但是，在天主的指引下，兩位婦女（路其拉與菲米娜）找到了他們的遺體並妥善的埋葬了。她們將兩位殉道者的遺體埋葬在拉比卡納道，靠近圣谛步爵，這地點之後成為著名的圣玛策林及圣伯多禄墓窟。
約於公元六世紀發現的有關兩者的殉道記敘述了之後的故事：瑪策林及伯多祿在監獄中勸化了獄吏Artemius皈依基督教。Artemius的妻子Secunda和女兒Paulina也皈依了基督教。Artemius被斬首，而妻子與女兒被活埋。殉道記上記載他們在奧勒良道第十二座羅馬里程碑處被殺害。他們的刑吏Dorotheus，之後也被教宗儒略一世勸化皈依基督教。

## 紀念

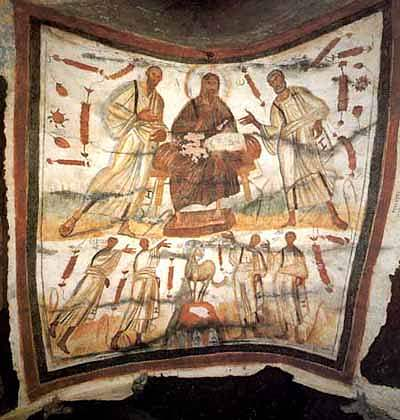
公元四世紀的壁畫，描繪由聖保祿與聖伯多祿隨侍的基督，還有在下方的高尔功、瑪策林、伯多祿、谛步爵四位殉道聖人

教宗达玛稣一世打開了圣玛策林及圣伯多禄墓窟之後，為他們兩人撰寫了拉丁文墓志铭。
現在，羅馬天主教會於6月2日紀念這兩位聖人，且兩位殉道聖人的名字被列入每日彌撒聖祭常典的經文中。

## 外部連結
- Catholic Online （页面存档备份，存于）
- Anna Jameson: Sacred and Legendary Art （页面存档备份，存于）
- Saints of June 2 （页面存档备份，存于）